# کتاب در گردش

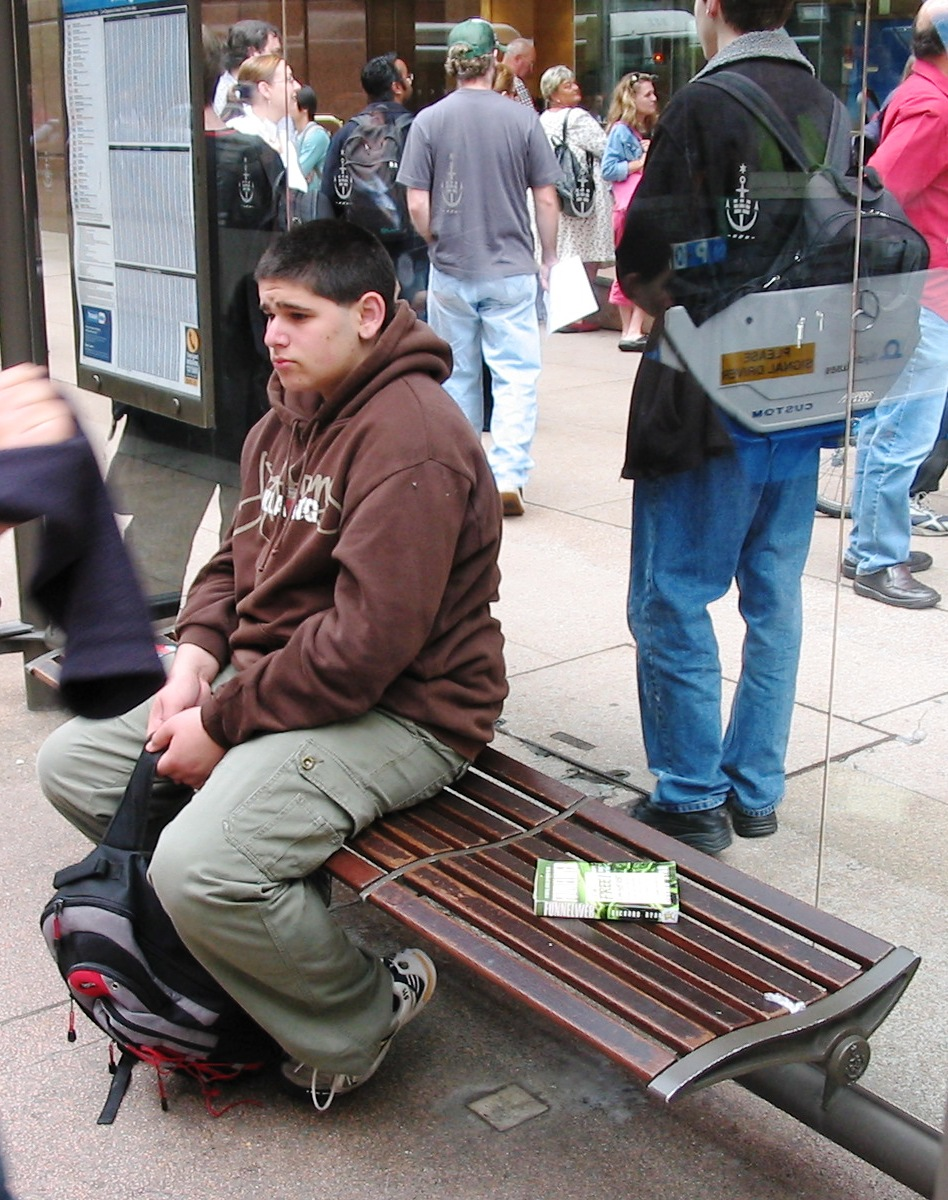
کتاب رها شده در مکان عمومی

کتاب در گردش (به انگلیسی: BookCrossing) در واقع به معنای قراردادن کتاب در قفسه‌های مخصوص کتاب واقع در مکان‌های عمومی است تا به وسیلهٔ اشخاص دیگر برداشته شود و بعد از خوانده شدن بار دیگر در مکانی عمومی قرار داده‌شود تا دیگر افراد نیز از آن کتاب بهره‌مند شوند. این واژه برگرفته شده از نام یک باشگاه کتاب خوانی مجازی به نام bookcrossing.com می‌باشد که جهت تشویق مردم به کتابخوانی و با شعار «تمام دنیا را یک کتابخانه کنید» تأسیس شده‌است.

## تاریخچه
ایده کتاب در گردش اولین بار توسط ران هورنبیکر در مارس ۲۰۰۱ مطرح شد. حدود ۴ هفته بعد در ۱۷ ام آوریل او سایت را راه‌اندازی کرد، سایتی که در سراسر دنیا رشد و گسترش یافت. در آوریل ۲۰۰۳ سایت بیش از ۱۱۳٫۰۰۰ عضو داشت و در سال ۲۰۰۴ واژه "bookcrossing" وارد فرهنگ لغت آکسفورد شد. در مارس ۲۰۱۲ تعداد اعضای این وب سایت از یک میلیون گذشت و تعداد کتابهای ثبت شده در آن به رقم ۸٫۵۰۰٫۰۰۰ رسید.

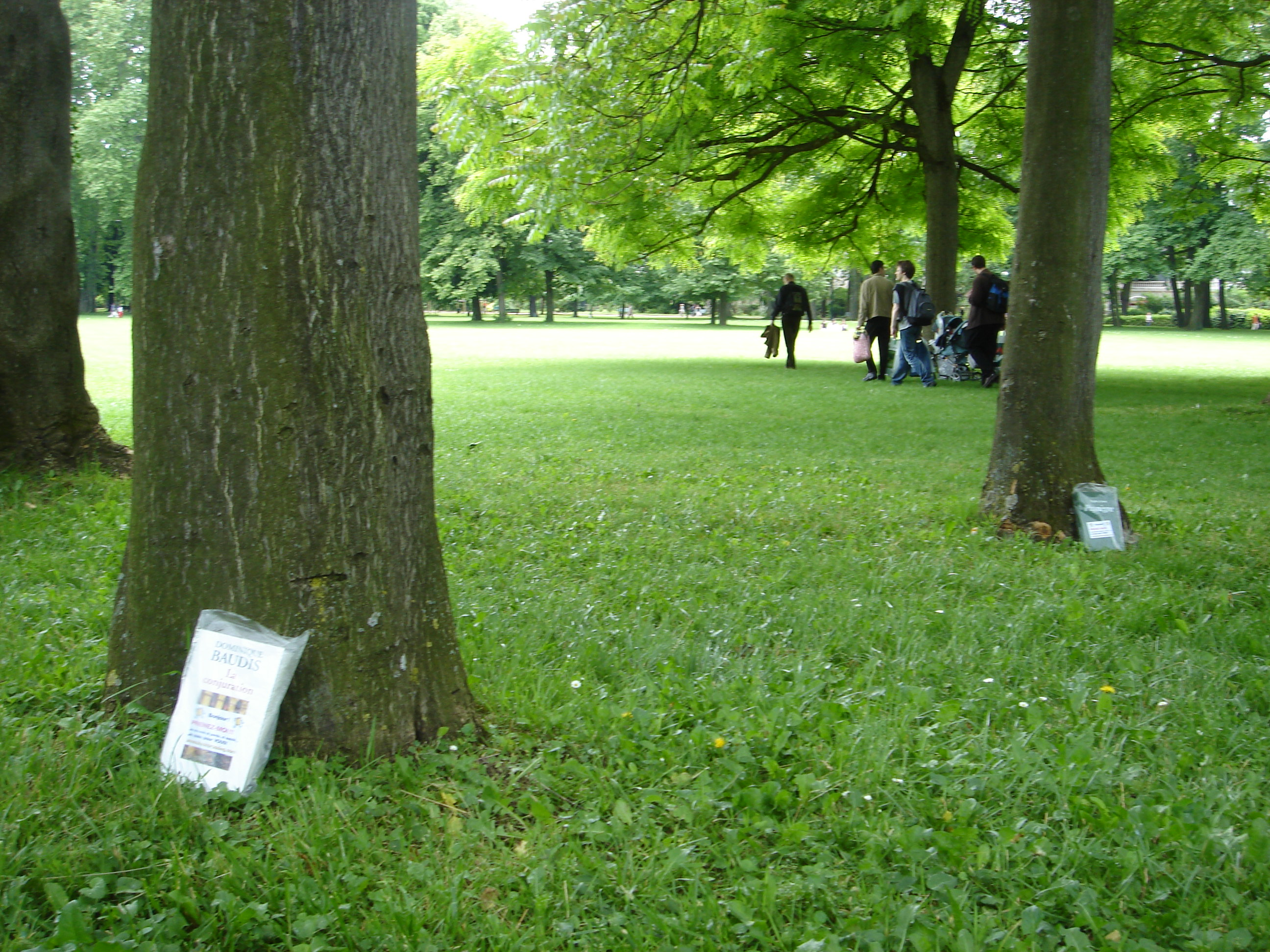
کتاب در گردش در فرانسه